# Trematolobelia auriculata
Trematolobelia auriculata är en klockväxtart som beskrevs av Harold St.John. Trematolobelia auriculata ingår i släktet Trematolobelia och familjen klockväxter. Inga underarter finns listade i Catalogue of Life.